# 大崎義直
大崎 義直（おおさき よしなお）は、陸奥国の戦国大名。大崎氏の第11代当主で、大崎氏最後の奥州探題。官位は従五位下、左京大夫。

## 生涯

### 奥州探題大崎氏を継ぐ
陸奥国の戦国大名で室町幕府奥州探題・大崎義兼の次男として誕生。
はじめ名生城に住んだ。第10代当主である兄・大崎高兼が早世したため家督を相続した。永正11年（1514年）成立の『留守氏旧記』に「大崎は11代」と記されているので、この年までに11代当主として大崎氏を継いでいたと思われる。はじめ義国といい、後に義直と改めた。
大崎氏は、室町幕府における奥州管領・奥州探題として陸奥国の武士をとりまとめる家柄だったが、この頃は勢力を減じ、現在の宮城県北西部に割拠する一勢力となっていた。かわって陸奥国で力を伸ばしていたのは伊達氏である。大永2年（1522年）に、幕府が伊達稙宗を新設の陸奥国守護職に任じたため、陸奥国には一国に守護と探題が並び立つ変則的な状況が生まれた。

### 大崎内乱と天文の乱
天文5年（1536年）、氏家直継・古川持煕・新井田頼遠らが反乱を起こした。義直にはこれを独力で鎮圧できず、伊達稙宗に援軍を要請した（天文の内乱）。しかしその代償として、稙宗の子・義宣が兄・高兼の娘を娶る形で養子として送り込まれ、大崎氏は伊達氏に従属した。
天文11年（1542年）に伊達氏のお家騒動である天文の乱が勃発すると、稙宗方に付いた義宣を討つため、義直は稙宗の子・晴宗方に付いた。乱は晴宗方の勝利に終わるや、天文19年（1550年）に義宣を討ち取った。これにより、伊達氏へ吸収合併されることは免れたものの、従属状態から脱却して勢力を回復させるまでには至らなかった。
義直は天文14年（1545年）7月5日に従五位下、左京大夫に任官した。代々の大崎氏当主が任じられた官である。
子の義隆は永禄10年（1567年）に所領安堵の文書を相継いで発給しており、この頃に代替わりがあったと推測される。
天正5年（1577年）、死去。